# 墨脱马银花
墨脱马银花（学名：Rhododendron medoense）为杜鹃花科杜鹃花属下的一个种。
本物種的種小名來自中华人民共和国西藏自治区林芝市下属的墨脫县。墨脱在藏语中本身的意思就是“花朵”。

## 扩展阅读
- 維基物種上的相關：墨脱马银花